# Pitcairnia lindae
Pitcairnia lindae là một loài thực vật có hoa trong họ Bromeliaceae. Loài này được Betancur miêu tả khoa học đầu tiên năm 1995.